# Triodon
Triodon is een monotypisch geslacht van straalvinnige vissen uit de familie van drietandvissen (Triodontidae).

## Soort
- Triodon macropterus Lesson, 1831